# Sinfonia n.º 2 (Prokofiev)
A Sinfonia em ré menor, opus 40 é a segunda das sete sinfonias de Sergei Prokofiev, escrita em 1924.
É representativa do estilo urbanista, e a obra mas "avançada" do compositor, que a chamou, não sem orgulho, "sinfonia do ferro e do aço" antes de rejeitar, tardiamente, o aspeto demasiado compacto da estrutura e da orquestração bem como o caráter excessivamente demonstrativo.
A estreia ocorreu em Paris em 6 de junho de 1925 sob direção de Serge Koussevitzky, e estava destinada a deixar perplexo um público considerado reservado, embora a cidade acolhesse grande parte da modernidade musical europeia da época (Grupo dos Seis, Ígor Stravinski, Maurice Ravel...).
A sinfonia tem dois movimentos:
1. Allegro ben articolato
2. Tema e variações